# Чалдини, Роберт
Ро́берт Чалди́ни (англ. Robert Cialdini; род. 27 апреля 1945, Милуоки, Висконсин) — американский психолог, который получил известность благодаря своей книге «Психология влияния», а также описанию манипулятивной техники «Дверь в лицо» (1975).
Проходил обучение в университетах Висконсина и Северной Каролины. Обучался в аспирантуре Колумбийского университета. В течение всей исследовательской карьеры работал в Университете штата Аризоны. Был приглашённым профессором и исследователем в Университете штата Огайо, Калифорнийском университете в Сан-Диего и в Санта-Крузе, Университете Южной Калифорнии, Стэнфордском университете. В 1996 году Чалдини был президентом Общества психологии личности и социальной психологии. Обладатель различных премий в области социальной психологии, психологии потребителя, преподавания психологии. В 2009 году прекратил научную деятельность, оставшись эмерит-профессором Университета штата Аризона. Член НАН США (2019).

## Деятельность
Экспериментальный социальный психолог. Изучавший психологию уступчивости. Выяснил действие механизмов просьб и требований, которые он назвал «орудиями влияния».
Занимался изучением влияния межличностных взаимоотношений людей. Рассматривает различные случаи из собственной практики и предлагает методы по разумному контролю. Свои исследования основывает на личном опыте и выяснении причин собственного поведения. Одним из примеров, о котором он повествует в своей книге «Социальная психология. Пойми других, чтобы понять себя», является случай с бойскаутом. Однажды на улице мальчик-бойскаут предложил Роберту купить билеты на некое выступление по цене 5 долларов за штуку. На категоричный отказ мальчик ответил: «Хорошо, тогда купите две плитки шоколада по доллару за штуку». Чалдини с радостью согласился, а затем задумался: «Я не люблю шоколад и люблю доллары. Почему я купил шоколад?» Объясняется это принципом завышенного требования, затем отступления. Этим явлениям он даёт различные «житейские» названия, например «принцип отдавать долги»: экспериментатор в кино во время сеанса выходит из зала и возвращается с двумя бутылками колы, для себя и для соседа, который его об этом не просил (причем кола достаётся соседу совершенно бесплатно). После сеанса он предлагает своему соседу купить лотерейные билеты, и сосед в знак благодарности покупает у него билетов на сумму, в несколько раз превышающую стоимость колы.
На подобных примерах он рассматривает механизмы взаимного влияния людей, их причины и следствия.
Рассматривает проблему большого потока информации и свойство человеческой психики реагировать на некоторые ключевые фразы.
Принцип «щёлк» может быть продемонстрирован экспериментом. В библиотеке к копировальному аппарату выстроилась очередь. Подходит человек и просит его пропустить, потому что он опаздывает на встречу. Результат — 94 %. Далее экспериментатор никак не обосновывает своё желание: 60 %. В третий раз экспериментатор говорит: «Простите, у меня пять страниц. Могу я воспользоваться ксероксом, потому что мне надо сделать несколько копий?» Результат — 93 %. Человек услышал ключевую фразу — «потому что…», и «щёлк», он далее уже не контролирует. Очень часто подобными методами пользуются в недостойных целях.